# Expeditionen ins Tierreich
Expeditionen ins Tierreich ist eine deutsche Sendereihe für Tier- und Naturfilme. Sie wird seit 1965 vom Norddeutschen Rundfunk produziert und gehört damit zu den am längsten laufenden Serien des deutschen Fernsehens. Hergestellt werden die Expeditionen-ins-Tierreich-Filme von der Produktionsfirma NDR Naturfilm.

## Geschichte
Zu Beginn liefen die Expeditionen ins Tierreich im Deutschen Fernsehen (heute: Das Erste). Der Sender strahlte schon ab 1960 regelmäßig Beiträge des Tierfilmers und Moderators Heinz Sielmann aus, unter anderem unter dem Titel Verhaltensforschung bei Tieren. Ab dem 18. April 1965 wurden die Filme unter dem neuen Serientitel Expeditionen ins Tierreich zusammengefasst. Seit 1968 sendet die ARD sie in Farbe.
Die Sendereihe wechselte mehrfach den Sendeplatz. Zu Anfang liefen die 30-minütigen Beiträge sonntags am späten Abend. Ab den 1970er-Jahren wurde die Sendung auf 45 Minuten verlängert. In den 1980ern rückte der Sendeplatz auf den Dienstag, wo die Reihe in loser Folge um 20:15 Uhr ausgestrahlt wurde.
Nach 172 Folgen überwarf sich Sielmann 1991 mit den ARD-Programmdirektoren und zeigte seine Beiträge zunächst in der neunteiligen RTL-Reihe Sielmann 2000 und anschließend in der neunteiligen Sat.1-Reihe Sielmanns Report. Der NDR setzte Expeditionen ins Tierreich ohne Moderation und mit Beiträgen internationaler Tierfilmer fort. 1993 wurde das neuseeländische Fernsehen Koproduzent. Im Herbst 2001 wurde Sielmann in der 250. Folge geehrt.
Nach dem Ende der Sielmann-Ära wurde der Sendeplatz auf den Donnerstag verlegt. 2007 wurden die Tierfilme im Ersten unter dem Serientitel Erlebnis Erde zusammengefasst (in Staffeln montags 20:15 Uhr und sonntags 16:30 Uhr). Der Serientitel Expeditionen ins Tierreich wurde auf Jörn Rövers Anregung hin für die Tierfilme im NDR übernommen. Seitdem laufen die Expeditionen ins Tierreich auf diesem Sendeplatz mittwochs um 20:15 Uhr im NDR.
Sielmann zeigte unter anderem Pelzrobben, Störche, Rotwild, Seevögel, Eisbären, Insekten, Gorillas, Fischotter, Faultiere und Buntbarsche. Auch die Galapagos-Inseln waren Thema der Sendung. Durch einen Beitrag über Wildschweine wurde der Verhaltensforscher Heinz Meynhardt als „Wildschweinvater“ bekannt, der 1981 mit seiner zehnteiligen Fernsehreihe Wildschweingeschichten auf Sendung ging.

## Begleitbücher
In loser Reihenfolge wurden Begleitbücher zur Serie veröffentlicht, darunter Expeditionen ins Tierreich (1981, von Heinz Sielmann), Expeditionen ins Tierreich: Eine Entdeckungsreise durch die letzten Wildnisse der Erde (1987, von Heinz Sielmann und Kurt G. Blüchel), Expeditionen ins Tierreich. Das Begleitbuch zur Fernsehserie im Ersten (1999), Expeditionen ins Tierreich. Abenteuer, Geheimnisse, Entdeckungen (2002) und Expeditionen ins Tierreich: Deutschlands große Inseln: Helgoland, Sylt, Rügen, Usedom (2007).